# Maria de Bohun
Maria de Bohun (1369 — Northamptonshire, 4 de julho de 1394) foi a primeira esposa de Henrique de Bolingbroke, antes dele se tornar rei de Inglaterra.

## Família
Maria era a mais nova das três filhas de Humberto de Bohun, conde de Hereford e Northampton (1341–1373) e de Joana Fitzalan (1347/8–1419).
Seu pai era bisneto do rei Eduardo I da Inglaterra por parte paterna. A mãe de Maria, Joana FitzAlan era tataraneta do rei Henrique III da Inglaterra por parte da sua mãe, Leonor de Lencastre.

## Biografia
Maria e a sua irmã mais velha, Leonor de Bohun, herdaram as vastas propriedades do seu pai aquando da sua morte em 27 de julho de 1380 (a outra irmã morreu na infância). Leonor era casada com Tomás de Woodstock, 1.º Duque de Glouster, o filho mais novo de Eduardo III. Numa tentativa de manter a herança para si e para a mulher, Tomás de Woodstock pressionou Maria a tornar-se freira quando esta ainda era criança. O cronista Jean Froissart relata que Leonor terá raptado Maria do Castelo de Pleshey, tendo-a levado para o Castelo de Arundel, onde ela foi noviça.
Num esquema combinado com João de Gante, a tia de Maria convenceu-a a casar-se com Henrique Bolingbroke, o futuro rei Henrique IV, herdeiro do Ducado de Lencastre e que usaria os título de conde de Northampton e de Hereford (que, pouco tempo depois foi elevado a ducado) por direito de sua mulher.

## Casamento e filhos
O local e a data do casamento entre Henrique e Maria são incertos. Os dados mais recentes indicam que terá ocorrido a 5 de fevereiro de 1381 na casa da família de Maria, Rochford Hall, em Essex. Maria deu à luz o primeiro filho do casal no Castelo de Monmouth, propriedade do seu marido no País de Gales, em 16 de setembro de 1386. O seu segundo filho, Tomás, terá nascido em Londres pouco antes de 25 de novembro de 1387.
Ela teve seis filhos:
|  | Nome                                       | Nascimento             | Morte                   | Consorte (datas de nascimento e morte) filhos |
|  | Henrique V de Inglaterra                   | 16 de setembro de 1386 | 31 de agosto de 1422    | Casado em 2 de junho de 1420, Catarina de Valois; com descendência (Henrique VI de Inglaterra) |
|  | Tomás de Lencastre, Duque de Clarence      | Outono de 1387         | 22 de março de 1421     | Casado em novembro ou dezembro de 1411, Margarida Holland; sem descendência |
|  | João de Lencastre, Duque de Bedford        | 20 de junho de 1389    | 14 de setembro de 1435  | Primeiro casamento Ana de Borgonha sem descendência; Segundo casamento Jacquetta de Luxemburgo sem descendência                                                                                                |
|  | Humberto de Lencastre, Duque de Gloucester | 1390                   | 23 de fevereiro de 1447 | Primeiro casamento Jacqueline, Condessa de Hainaut e Holanda sem descendência O casamento foi anulado em 1428; Segundo casamento Eleanor Cobham com descendência (Arthur de Gloucester Antigone de Gloucester) |
|  | Branca de Inglaterra                       | 1392                   | 22 de maio de 1409      | Casada em 6 de julho de 1402, Luís III, Eleitor do Platinado, com descendência (Roberto da Baviera e natimorto)                                                                                                |
|  | Filipa da Inglaterra                       | 1394                   | 5 de janeiro de 1430    | Casada em 26 de outubro de 1406, Érico da Pomerânia, sem descendência |

## Morte
Maria morreu no Castelo de Peterborough ao dar à luz sua última filha em 4 de julho de 1394, cinco anos antes de seu marido assumir o trono como Henrique IV de Inglaterra. Ela foi enterrada na igreja de Annunciation of Our Lady of the Newarke em Leicester, em 6 de julho de 1394.
No mesmo ano, morreram também Constança de Castela, a segunda esposa de João de Gante e Ana da Boémia, a esposa de Ricardo II, respetivamente a sua sogra e prima por afinidade.